# Гросенхајн
Гросенхајн (њем. Großenhain) град је у њемачкој савезној држави Саксонија. Једно је од 34 општинска средишта округа Мајсен. Према процјени из 2010. у граду је живјело 19.910 становника. Посједује регионалну шифру (AGS) 14627060.

## Географски и демографски подаци
Гросенхајн се налази у савезној држави Саксонија у округу Мајсен. Град се налази на надморској висини од 122 метра. Површина општине износи 130,2 km². У самом граду је, према процјени из 2010. године, живјело 19.910 становника. Просјечна густина становништва износи 153 становника/km².